# Otto Bruno Schoenfeld
Otto Bruno Schoenfeld (Lipsia, 27 agosto 1871 – New Orleans, 26 agosto 1938) è stato uno schermidore e wrestler tedesco naturalizzato statunitense.

## Biografia
Nato in Germania, Schoenfeld si spostò con la sua famiglia a Milwaukee nel 1885 ed ottenne la cittadinanza statunitense nel 1889.
Partecipò ai Giochi olimpici di Parigi 1900 nella gara di sciabola per maestri, in cui fu eliminato al primo turno.